# Alix l'intrépide
Alix l’intrépide est le premier album de la série de bande dessinée Alix, écrite et dessinée par Jacques Martin. Il a été publié en 1956 aux Éditions du Lombard.

## Synopsis
En 53 av. J.-C., Alix, alors jeune esclave  en Assyrie, est libéré par le gouverneur de Rhodes, Honorus Galla, qui en fait son fils adoptif à leur arrivée à Rome. Il est pourchassé par le général de l'armée de Crassus, Marsalla, lui-même aidé par un marchand grec du nom d'Arbacès, agent de Pompée. Mais l'autre consul, César, averti du piège que les trois hommes tendent à Alix pour s'en débarrasser, le prévient et l'aide à s'enfuir de Rome, alors qu'il part pour sa campagne en Gaule.

## Déroulement
Alors que l'armée du général Marsalla entre en vainqueur dans la capitale assyrienne déserte ,Khorsabad, un jeune esclave l'observe depuis l'étage d'un palais désert lorsqu'une pierre se détache et atteint le général à la tête. Seulement assommé, celui-ci ordonne au jeune esclave nommé Alix de le conduire à la salle du trésor de l'ancien roi Sargon, mais il apprend l'assassinat de son chef, le triumvir Crassus, ainsi que l'extermination de son armée par les Parthes, en route pour Khorsabad. Alix est attaché, aux colonnes du palais en flammes alors que l'armée romaine s'enfuit vers le Pont-Euxin (la mer Noire).
Alix parvient à se détacher, puis s'endort dans la ville une nouvelle fois déserte. Il est réveillé par les soldats du général parthe Suréna. Après avoir prouvé sa bonne foi, le général donne à Alix des armes et le libère. Alix avance dans la montagne assyrienne et est recueilli par la tribu cachée des Haïkanes. Mais leur chef, Gora, inquiet pour le secret de leur vie recluse, veut qu'Alix ait les yeux brûlés afin qu'il ne révèle jamais l'emplacement de leur village.
Alix est sauvé par le guerrier géant de la tribu, Toraya, avant que le village ne soit pulvérisé par un tremblement de terre. Arrivés en esclaves à Trébizonde en Anatolie, les deux amis sont offerts à un marchand grec nommé Arbacès, celui-ci affirmant les protéger de Marsalla, et il les emmène à Rhodes.
Arbacès, ne servant que son propre intérêt, dénonce Alix et Toraya à la police, contrôlée par le gouverneur Honorus Galla. Celui-ci, alors qu'il était centurion de l'armée de César en Gaule, a vaincu un chef gaulois, Astorix, et réduit en esclavage son jeune enfant, qui s'avère être Alix. Arrivés à Rome, Honorus Galla adopte Alix et en fait un citoyen romain, mais est rapidement rattrapé par la mort.
Sous le déguisement d'une femme voilée, Arbacès convainc Alix de participer à une course de char truquée, arbitrée par Pompée et César. Mais Pompée et Arbacès sont de mèche, et avec l'accord de Marsalla, ils arrivent à accuser Alix de tricherie, et à lui organiser un duel à mort avec Marcus, le centurion de Marsalla. César, mis au courant du piège, prévient Alix et organise à son tour un moyen de s'échapper de Rome.
Mais Alix est capturé par les hommes de Pompée, et emprisonné à Vulsini, en attendant son procès pour espionnage et trahison, et condamné à mort. Toraya et Rufus, l'adjoint de César, le libèrent in extremis, et ils rejoignent le général. Ceci se termine par la mort de Marsalla, déchiré par des lions, mais aussi celle de Toraya, tué d'une flèche. Arbacès prend la fuite, et Alix est en route pour la Gaule.

## Personnages

### Alliés
Romains
- Alix : esclave à Khorsabad, est adopté par Honorus Galla et devient l'ami de César
- Honorus Galla : gouverneur de Rhodes, père adoptif d'Alix après l'avoir réduit en esclavage. †
- César : général de l'armée romaine, consul de Rome, aide Alix en l'informant du piège que Pompée, Arbacès et Marsalla lui ont tendu
- Labiénus : préteur de Rome
- Rufus : lieutenant de César, aide Alix à échapper aux hommes de Pompée

Haïkanes
- Toraya : guerrier géant, protecteur d'Alix †

Parthes
- Suréna : général de l'armée parthe

### Adversaires
Romains
- Flavius Marsalla : général de l'armée romaine †
- Quintus-Arenus : proconsul de la colonie romaine Trébizonde en Anatolie
- Marcus : centurion de l'armée de Marsalla (ce dernier se nommait "Brutus" dans la publication dans Tintin) †
- Pompée : général de l'armée romaine, consul de Rome

Grecs
- Arbacès : marchand grec fourbe et rusé de Trébizonde, agent de Pompée et allié de Marsalla qui achètera Alix comme esclave.

Haïkanes
- Gora : chef sans pitié de la tribu des Haïkanes †

## Éditions
Alix l’intrépide a été pré-publié dans Le Journal de Tintin, édition belge, du no 38 du 16 septembre 1948 au n° 46 du 17 novembre 1949, soit 61 planches.
- Éditions du Lombard, 1956 (Certaines planches sont en noir et blanc, d'autres en couleurs)
- Casterman, 1973

## Historique
Jacques Martin avait dessiné la première planche de l'histoire et l'avait envoyée au journal Tintin, comme démonstration de ce qu'il savait faire. N'ayant pas eu de nouvelles de la rédaction du journal au sujet de cette planche, il avait continué à vaquer à ses occupations habituelles, jusqu'au jour où il reçut un coup de téléphone lui demandant impérativement la suite, à laquelle Jacques Martin n'avait pas vraiment pensé. L'auteur dut alors improviser la suite, ce qui se ressent fortement en début d'album. Pour les autres aventures d'Alix, Jacques Martin mettra en place des scénarios solides et documentés.

## Adaptations
Alix l'intrépide est adapté par Jean Maurel en disque 33 tours dans la collection « Le disque d'aventure » aux éditions Festival, en 1960.
Distribution
- Alix : Claude Vincent
- Brutus : Pierre Marteville
- Marsalla : Jean Berger
- Arbacès : Hubert de Lapparent
- Toraya : Jean Violette
- Suréna : Lucien Hubert
- Rufus : Jean Lagache
- César : Robert Tenton
- Pompée : Albert Augier
- Le gouverneur : Pierre Chambon
- Un centurion : Michel Gellereau
- Le narrateur : Jean Maurel